# Fritz Syberg
Christian Friedrich "Fritz" Wilhelm Heinrich Syberg (født 28. juli 1862 i Faaborg, død 20. december 1939 på Pilegården ved Kerteminde) var en dansk maler. Han tilhørte gruppen af fynske malere, der var uddannet på Zahrtmanns Skole. Han er far til billedhugger Hans Syberg og teknikumingeniør Lars Syberg som sammen udviklede virksomheden Hans og Grethe Keramik, senere Lars Syberg Taastrup. Han var søn af brænderibestyrer Franz Friedrich Anthon Ernst Syberg og Johanne Maria Jacobsen.

## Uddannelse
Hans barndom i Fåborg var fattig. Han var udlært håndværksmaler i 1882 og kom i lære som håndværksmaler hos maleren Peter Hansens far, Peter Syrak Hansen samtidig med teoretisk undervisning i Faaborg og København. Et kortvarigt ophold på Kunstakademiet i foråret 1884 blev fulgt af Zahrtmanns Malerskole under Kristian Zahrtmann fra 1885 til ca. 1891.
|  |  | I sine tidligste malerier var Fritz Syberg stærkt påvirket af undervisningen hos Zahrtmann og hans kolorit. Det kom bl.a. til udtryk i Dødsfald fra 1890-92. Det findes på Statens Museum for Kunst. Her har Fritz Syberg studeret lyset og fastholdt sin erindring om moderens død på Faaborg Fattighus, da han var barn. |

## Maleri
|  |  | Han var som ung malersvend på arbejdsferie i Faaborg mellem vinteropholdene i København på Zahrtmanns Skole. Han var optaget af de storladne bakker i omegnen af Svanninge, hvor han 1900 malede det kendte maleri: "Aftenleg i Svanninge Bakker." |

Syberg blev sammen med Peter Hansen og Johannes Larsen fra Kerteminde kendt som Fynboerne. Gruppen benævnes også bondemalerne, da de i stor udstrækning malede bondegårde, haver, landskaber, fugletræk, hverdagen, jagt etc.

### I Kerteminde
Syberg flyttede fra Svanninge i 1902 sammen med hustruen, maleren Anna Syberg, og deres børneflok. De flyttede til Pilegården ved Kerteminde tæt på Johannes Larsens Møllebakken. Han fandt fortrinsvis sine motiver i bakkelandet og på Fyns Hoved. Som landskabsmaler fastholdt Fritz Syberg sine fynske rødder, først i Dyreborg og Svanninge som i Forår 1891-93 i (Den Hirschsprungske Samling) og i den berømte Aftenleg i Svanninge Bakker fra 1900, (Faaborg Museum) og senere i egnen omkring Kerteminde, hvor haven og den voksende børneflok blev tilbagevendende motiver.
Fritz Syberg arbejdede videre med motiverne i sine oliemalerier bl.a. i Dødens komme 1905-1906 på Faaborg Museum og Døden ved Vuggen 1907, Fyns Kunstmuseum,
En tid malede han akvareller, mest af eksotiske fugle og dyr. Inspireret af sin svigersøn, maleren Harald Giersing, overførte han den laserende teknik fra akvarelmaleriet til oliemaleriet, hvorved han skabte større lethed end tidligere, som det kom til udtryk i oliemalerierne Et selvportræt og Sovekammeret fra 1894, Statens Museum for Kunst.
Han foretog flere rejser bl.a. sommerbesøg hos Johannes Larsen i Sverige fra 1899, til (Tyskland i 1902, Italien 1905 sammen med Jens Birkholm, Holland og Paris i 1908 og et længere ophold i Pisa fra 1910 til 1913. Fritz Syberg var medlem af Den Frie Udstilling fra 1893 og modtog i 1927 Thorvaldsen Medaillen.

## Tegner
Syberg tegnede med pen og blyant; hans hovedværk er 18 store pennetegninger til H.C. Andersens Historien om en moder, som blev en dybt personlig skæbnefortælling for Syberg, hvis mor kom på Fattighuset i Faaborg, hvor hun døde, da Fritz Syberg var 17. Familie og venner blev brugt som modeller, og han tog interiører og landskaber fra hjemmet i Svanninge og den nærmeste omegn. Tegningerne findes i dag sammen med 30 af hans originalillustrationer til Den grimme ælling i Den Kongelige Kobberstiksamling på Statens Museum for Kunst i København.
Faaborg Museum gav fra 1910 Fynboerne både bedre status, økonomi og vægplads. En stor del af Fritz Sybergs omfattende produktion af malerier, akvareller, tegninger og grafik er udstillet på Faaborg Museum. Ved sin død i 1939 var Fritz Syberg en af Danmarks højst betalte malere.
I 2006 blev der på Nordre Kirkerist ved siden af sognekirken i Kerteminde opstillet en skulptur af byens to store kunstnere, Johannes Larsen (1867-1961) og Fritz Syberg (1862-1939), udført af den lokale billedhugger Bjørn Nordahl.

## Billeder
| - Andre værker af Fritz Syberg - Foråret, 1891/93 Den Hirschsprungske Samling - Optræk til uvejr over et efterårslandskab, 1892 - Dame ved klaver (Anna Syberg), 1894 - Anna Syberg, 1896 - Moder og datter, 1899 - Sollys i køkkenet. Pilegården. Anna Syberg sidder og skræller æbler samt stående kvinde, 1902 - Kornneg i bygevejr, 1903 - Sybergs hustru Anna Syberg betragter et af deres børn, der leger på gulvet i en stue, 1905 - Ved frokosten, 1906 - Anna Syberg ved staffeliet, 1910 - Have ved vintertid, ca. 1910 - Tre skarver på molen, 1916 - To børn begraver en fugl, 1917-25 Johannes Larsen Museet |